# Kalmar landskommun, Småland
För landskommunen med detta namn i Uppland, se Kalmar landskommun, Uppland.
Kalmar landskommun var en tidigare kommun i Kalmar län.

## Administrativ historik
När 1862 års kommunalförordningar trädde i kraft bildades över hela landet cirka 2 400 landskommuner (indelningen baserades på socknarna) samt 89 städer och ett mindre antal köpingar. Det kunde förekomma att en stad och en angränsande landskommun fick samma namn. I anslutning till Kalmar stad inrättades denna landskommun i Kalmar socken i Norra Möre härad.
Den upphörde år 1925, då den i sin helhet inkorporerades i Kalmar stad.
Motsvarande församling, Kalmar landsförsamling, lades samtidigt samman med Kalmar stadsförsamling för att bilda Kalmar församling, numera kallad Kalmar domkyrkoförsamling.